# Орден Святого Месропа Маштоца
Орден Святого Месропа Маштоца — государственная награда Армении. Учреждён 26 июля 1993 года. Им награждают за выдающиеся достижения в областях экономического развития, естественных и общественных наук, сельского хозяйства, культуры, образования, здравоохранения, общественной деятельности, а также за деятельность, способствующую развитию научно-технического, экономического и культурного сотрудничества с иностранными государствами.

## Кавалеры

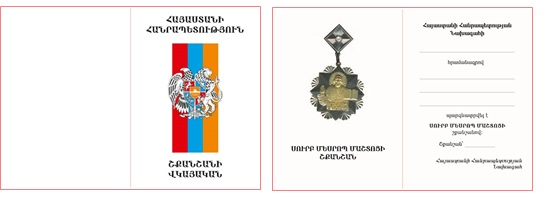
Свидетельство о награждении орденом

## Положение о награде
1. Награждение орденом Святого Месропа Маштоца производится за выдающиеся достижения в области развития экономики, естественных и общественных наук, изобретательства, культуры, образования, здравоохранения, общественной деятельности, а также за деятельность, способствующую развитию научно-технического, экономического и культурного сотрудничества Республики Армения с зарубежными странами.
2. Ходатайство о награждении орденом Святого Месропа Маштоца возбуждается Президиумом Верховного Совета Республики Армения, Правительством Республики Армения.
3. Орден Святого Месропа Маштоца носится на левой стороне груди, после ордена Боевого Креста.

## Кавалеры ордена
В период правления Президента Армении С. Саргсяна (с 9 апреля 2008 года) орденом были награждены 39 человек.
Некоторые кавалеры:
- 29 ноября 2000 — Сапармурат Атаевич Ниязов — «за вклад в дело упрочения и развития армяно-туркменских дружественных отношений»;
- 2004 — Иосиф Давыдович Кобзон — «за весомый вклад в развитие и укрепление армяно-российских отношений и культурных связей, а также за активную благотворительную деятельность»;
- 16 июня 2005 — Алексей Борисович Миллер — за значительный вклад в укрепление и развитие армяно-российских экономических связей[1];
- 2009 — Валерий Абисалович Гергиев — «за за вклад в развитие армяно-российских культурных связей»[2];
- 2009 — Рубен Матевосян — «за вклад в армянское песенное искусство»;
- 2009 — Офелия Амбарцумян — «за вклад в армянское песенное искусство»;
- 24 сентября 2009 — Алла Борисовна Пугачёва — «за вклад в дело музыкального и эстетического воспитания целого поколения, в том числе граждан Армении»;
- 2010 — Светлана Навасардян;
- 19 августа 2010 — Сергей Викторович Лавров — «за большой вклад в дело упрочения и развития вековых армяно-российских дружественных отношений»;
- 2011 — Григор Гурзадян;
- 2011 — Самвел Саркисович Карапетян — за значительный вклад в дело защиты национальных интересов, многолетнюю и плодотворную деятельность во имя армянства, преданность, проявленную по отношению к делу обеспечения развития и прогресса Республики Армения и за большие заслуги;
- 2012 — Левон Аронян;
- Лорис Чкнаворян;